# Kúla
Lásd még: Wolfsburg (egyértelműsítő lap)
Kúla (eredeti magyar nevén Kula, szerbül Кула / Kula, németül Wolfsburg) kisváros Szerbiában, a Vajdaságban, a Nyugat-bácskai körzetben. Kúla község központja.

## Fekvése
Zombortól 40 km-re délkeletre fekszik, ahol a sík tájat a Telecskai-dombok vonulata tarkítja. A várost átszeli a Ferenc-csatorna. Tengerszint feletti magassága 84 és 106 méter között van. Itt keresztezik egymást Szabadka, Zombor és Újvidék felé vezető útvonalak.

## Nevének eredete
Neve a török kula (= vár, torony, bástya) főnévből származik.

## Története
A török hódoltság alatt már létezett, neve (Kúla) török szó, mely várat, bástyát jelent.
A 16. század elején a törökök palánkvárat építettek ide és nemsokára a vár köré kialakult településre szerbek és bunyevácok költöztek.
1652-ben Wesselényi Ferenc birtokjegyzékében már megtalálható volt Alsó-Kula, és ugyanott említve volt Felső-Kula is mely mint újonnan behódolt szerb falu volt említve.
165-ben Mindkét Kúla Wesselényi Ádám birtokába ment át.
1733-ban a településen már 251 ház állt. A tiszai katonai határőrvidéki korszakban, 1740 előtt a péterváradi katonai sánc 12 pusztája között említették Kulát is.
Az 1743 évi összeíráskor Kulán 31 szerb család élt, és ekkor már falu lett, mely pecsétet is kapott. Az új faluba a vármegye alsóvidéki falvakból áttelepült szerbek érkeztek, majd 1746-tól miskolci magyar, 1786-ban pedig német családok települtek meg itt.
1813-ban mezőváros lett. Ipara ekkor nagyon fejlett volt. 1815-ben kaptak céhszabadalmat a szabók, vargák, csizmadiák, 1819-ben a g. kel. szűrszabók s 1827-ben a takácsok, szabók, szűcsök, vargák stb. Földesura a kir. kamara volt s e helység főhelye volt az egyik bácskai kamarai uradalomnak.
Fejlődésére nagy hatással volt a Ferenc-csatorna elkészülte a 18. század végén, mely a környék mocsarait lecsapolta és a vizet a Tiszába vezette. A 19. század végén megépült a Zombor-Kúla-Verbász-Óbecse makadámút, majd 1896-ban a Zombor-Óbecse és a Kishegyes-Bácskapalánka vasútvonal, melyek a várost is érintik.
1910-ben 9125 lakosából 3679 magyar, 2510 szerb, 2425 német és 456 ruszin volt, melyből 5573 római katolikus, 486 görögkatolikus, 2489 görögkeleti ortodox volt. A trianoni békeszerződésig Bács-Bodrog vármegye Kulai járásának székhelye volt.

## Neves kulaiak
Itt születtek:
- Jakobey Károly (1826. augusztus 17. – Budapest, 1891. július 14.) templomépítő és arcképfestő;
- Mócs Szaniszló Gyula (1862.július 30. - Berlin, 1904. február 24.) ciszterci szerzetes, tanár, bölcsészdoktor;
- Bodrogi Zsigmond (1874. január 15. – Budapest, 1937. április 23.) író, költő, nótaszerző;
- Deák Béla (1876. május 29. – Zombor, 1929. április 13.) jogász, Bács-Bodrog vármegye főügyésze (1911–1916), országgyűlési képviselő (1916–1918);
- Szekula Jenő (1880. december 29. – Budapest, 1970. január 19.) író;
- Ipolyi István (1886. május 16. – Bergen, 1955. január 2.) brácsaművész;
- Deák Leó (1888. január 14. – Újvidék (?), 1945. november 26.) jogász, politikus, Bács-Bodrog vármegye főispánja (1941. augusztus 13.–1944. április 6.);
- Tamássy István (1924. július 21. – Gyöngyös, 1995. június 25.) magyar kertészmérnök, egyetemi tanár;
- Módri Györgyi (1965. június 2. –) színésznő;
- Dragan Škrbić (1968. szeptember 29. –) kézilabdázó;
- Duško Grujić (1972. szeptember 15. –) labdarúgó.

## Művelődési és oktatási intézmények
- A kúlai Népkört 1868-ban alapították, ez a legrégibb Magyar Művelődési Egyesület a Délvidéken. Alapítója a kúlai Szakácsy Sándor plébános volt.
- 1896-ban alakult meg az Iparos Dalárda, amely később felvette a Bartók Béla nevet. Ennek keretében asszonykórus is működött Árvácska néven.
- Az amatőr színjátszókör 1897-ben alakult. Több mint 200 bemutatót tartottak.
- A Cecília egyházi énekkar 1911-ben alakult, szintén a Népkör keretein belül.

## Demográfiai változások
| 1948   | 1953   | 1961   | 1971   | 1981   | 1991   | 2002   | 2011   |
| ------ | ------ | ------ | ------ | ------ | ------ | ------ | ------ |
| 10 704 | 11 733 | 13 609 | 17 245 | 18 847 | 19 311 | 19 301 | 17 973 |

## Képtár

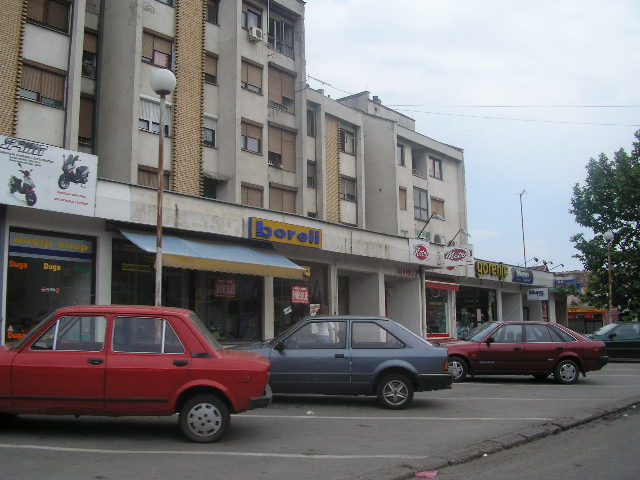
A városközpont
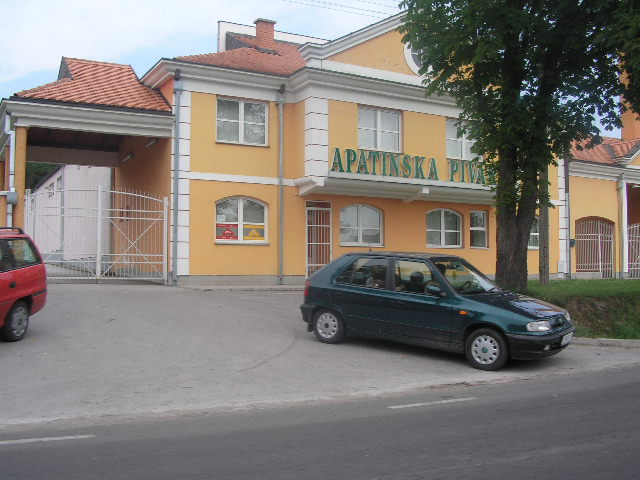
Az Apatini Sörgyár raktára
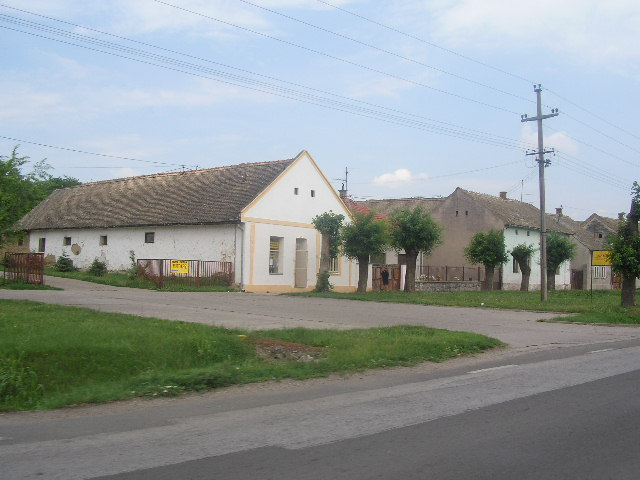
Régi ház a központban
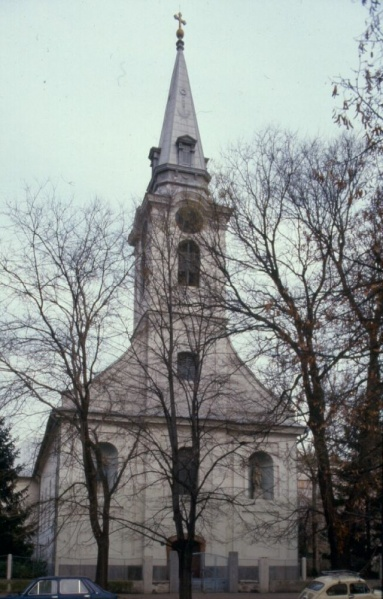
A Szent György katolikus templom
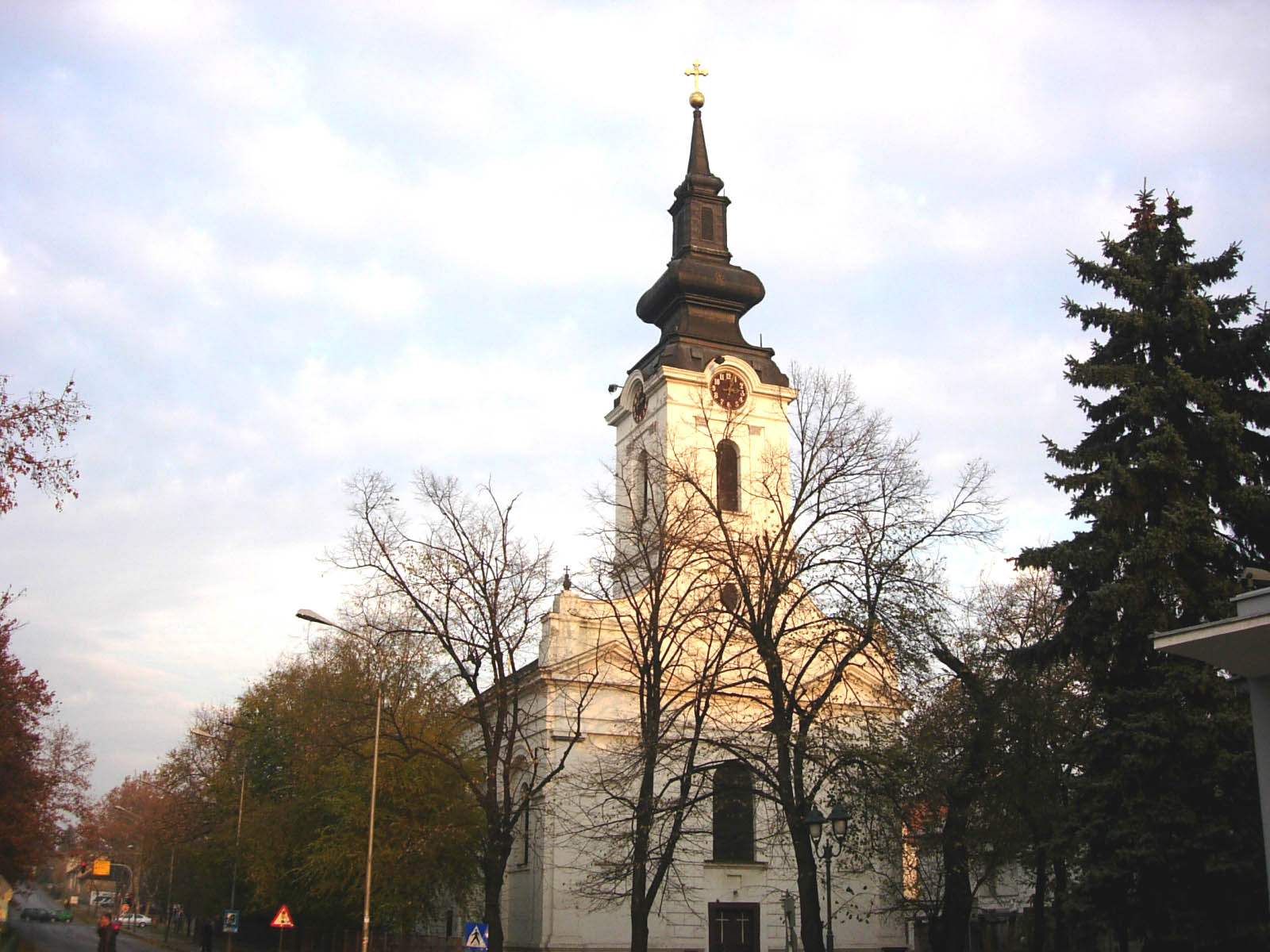
A görögkeleti szerb templom
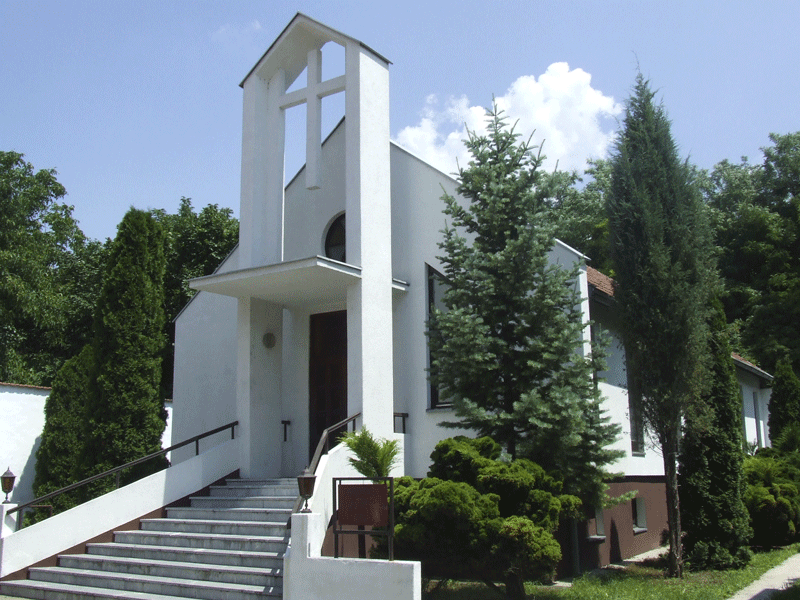
Az adventista templom

## Külső hivatkozások
- Kislexikon.hu [Tiltott forrás?]
- Kúla története Archiválva 2021. április 3-i dátummal a Wayback Machine-ben
- Iskoláztatás
- Templom.hu